# Plateau de cinéma

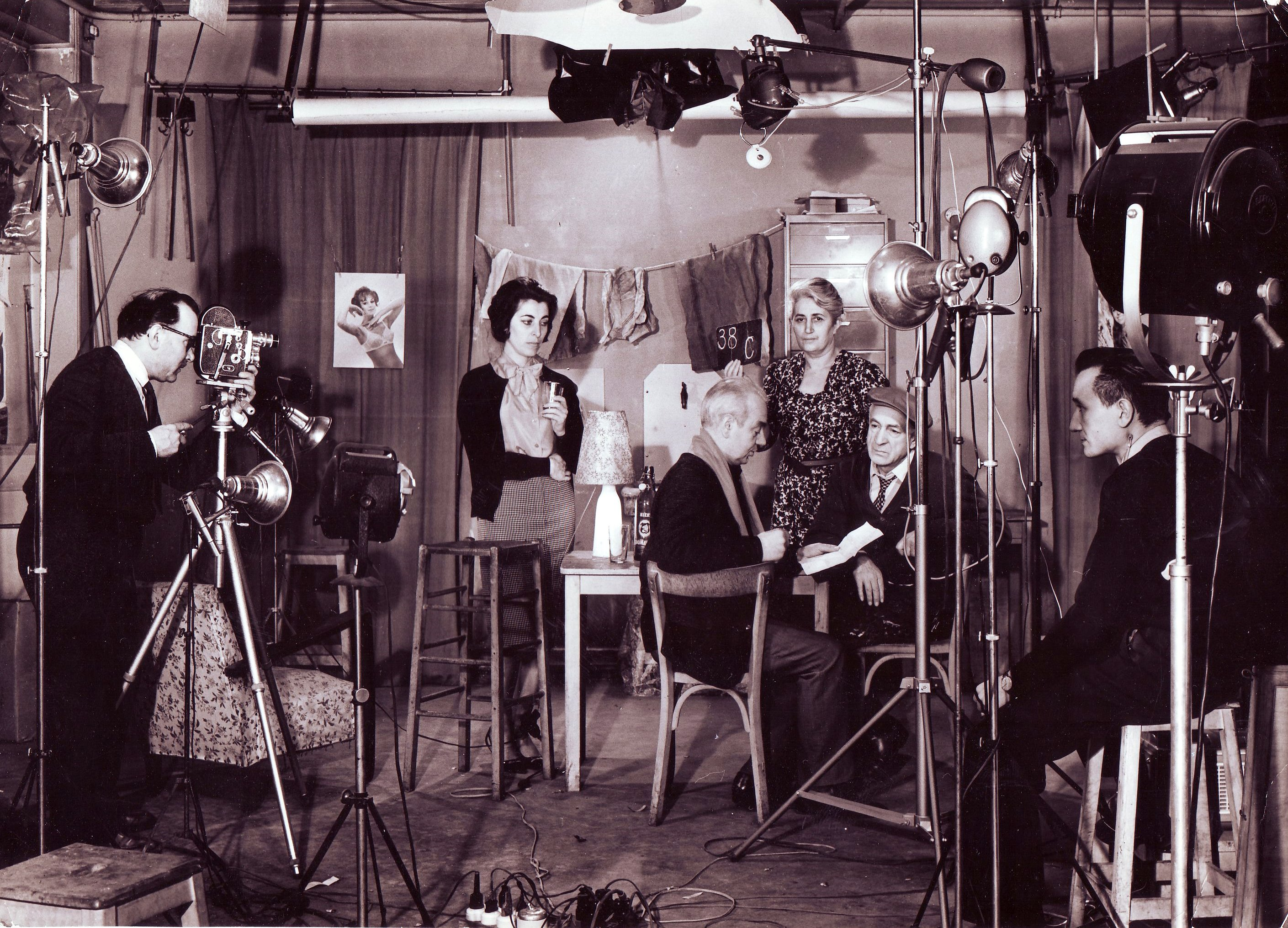
Plateau de cinéma (1963).

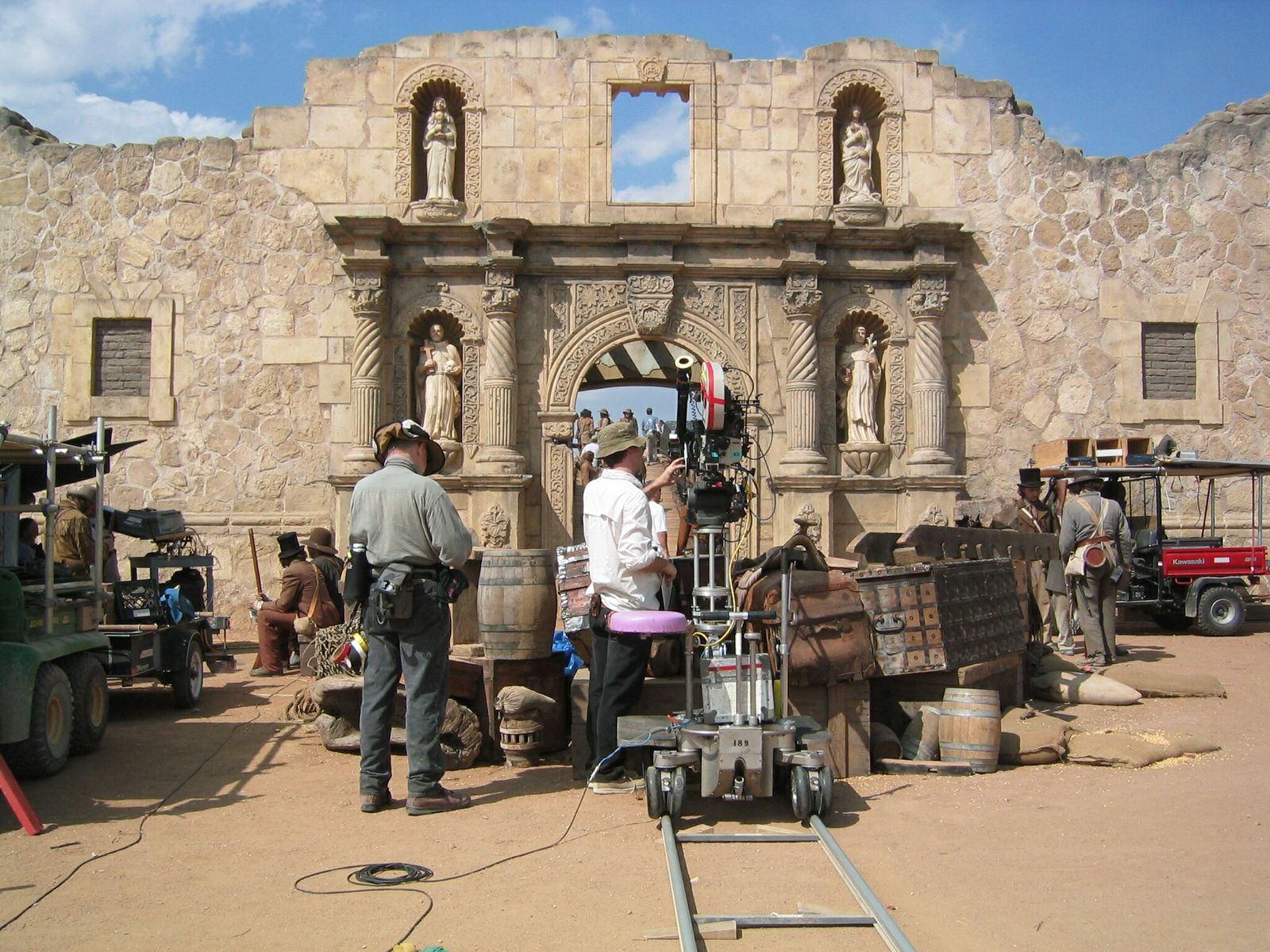
Tournage extérieur du film Alamo en 2004.

Un plateau de cinéma est un lieu aménagé, souvent situé dans un studio de cinéma, consacré au tournage de scènes de films.
Si le tournage a lieu en studio, le plateau est l'endroit où est implanté le décor et où l'on effectue les prises de vues. Le terme est parfois abusivement étendu aux lieux de prise de vues en décor naturel, comme son équivalent anglais set. La conception du plateau est une des principales responsabilités du chef décorateur.
Les premiers plateaux de cinéma muet étaient des pièces constituées de trois murs, sans plafond ou avec une verrière pour recevoir la lumière du jour, jusqu'à ce que les progrès dans la sensibilité des émulsions et dans la puissance de l'éclairage artificiel permette une exposition suffisante de la pellicule.
Les plateaux modernes sont insonorisés pour absorber les bruits extérieurs, parasites, et permettre la prise de son directe.